# Janez Debevec
Janez Debevec, slovenski rimskokatoliški duhovnik, nabožni pisatelj, šolnik, slovničar in leksikograf  * 20. junij 1758, Ljubljana, † 10. junij 1821, Žužemberk.
Njegov oče je bil Jožef Debevc, mati je bila Gertruda (dekliški priimek ni znan). Debevec je bil leta 1782 posvečen v duhovnika. Služboval je v Ljubljani. Sodeloval je z J.Japeljem, V. Vodnikom in J. Kopitarjem Ž. Zoisom in škofom K. Herbersteinom. Od leta 1795 do 1797 je v ljubljanskem semenišču prvi predaval slovensko slovnico.
Debevec je priredil več teoloških besedil. Za prvi del Japlovega prevoda Svetega pisma (Svetu pismu stariga testamenta, 1791) je sestavil predgovor z naslovom Govorjenje od branja S. pisma. Sam je na novo prevedel drugi del Nove zaveze (1804) in bil od leta 1799 član komisije za pregled prevoda Svetega pisma. Debevec je bil dejaven tudi pri pisanju šolskih učbenikov. Za šolo je izdal prevod uradne prvošolske čitanke Majhine perpovedvanja (org. Kleine Erzählungen, 1809) in sestavil abecednik Krajnski plateltof (1791). Za predavanja v bogoslovju je sestavil slovnico in nemško-slovenski slovar.